# Stoŭbcy
Stoŭbcy (in bielorusso Стоўбцы?; in russo Столбцы?, Stolbcy'; in polacco Stołpce; in yiddish סטויבץ‎?, Steibtz; in lituano Stolpcai) o Stolbtsy è un comune della Bielorussia, situato nella regione di Minsk.

## Geografia fisica
Stoŭbcy è situata lungo la riva destra del fiume Njoman, a 76 km a sud-ovest di Minsk.

## Storia
La città fu fondata nella prima metà del XVI secolo ed era inclusa all'interno dei confini del Granducato di Lituania. Stoŭbcy fu gravemente danneggiata durante la guerra russo-polacca del 1654-1667: metà dei suoi abitanti perirono e gran parte della città fu bruciata. Fu nuovamente distrutta durante la Grande guerra del Nord.
Nel 1729 le fu concesso il diritto di Magdeburgo, ma ne fu privata nel 1793, quando fu annessa all'Impero russo. Nel 1812 la città fu saccheggiata dalle truppe francesi durante la campagna di Russia.
Nel 1921, con la fine della guerra sovietico-polacca e in seguito alla pace di Riga, la città fu annessa alla Polonia e ribattezzata Stołpce. Era l'ultimo centro abitato polacco prima della frontiera sovietica e la stazione ferroviaria divenne stazione internazionale. Nel settembre 1939, con l'invasione sovietica della Polonia, la città fu occupata dall'Armata Rossa e annessa alla RSS Bielorussa.
Durante la seconda guerra mondiale, Stowbtsy fu occupata dall'esercito tedesco dal 28 giugno 1941 al 2 giugno 1944. Durante questo periodo, i nazisti eseguirono diverse esecuzioni di massa nei dintorni della città. Diverse centinaia di ebrei furono rinchiusi in un ghetto e poi uccisi nel 1941, 1942 e all'inizio del 1943.

## Infrastrutture e trasporti
La principale via d'accesso alla città è la M1, la più importante autostrada della Bielorussia che attraversa il paese da nord-est a sud-ovest.